# Epidendrum angustatum
Epidendrum angustatum är en orkidéart som först beskrevs av Tamotsu Hashimoto, och fick sitt nu gällande namn av Dodson. Epidendrum angustatum ingår i släktet Epidendrum och familjen orkidéer. Inga underarter finns listade i Catalogue of Life.